# まるでツイてない日
『まるでツイてない日』（まるでツイてないひ、原題：Bad Day At Cat Rock）は「トムとジェリー」の短編作品の一つ。1965年製作。制作はチャック・ジョーンズ。

## スタッフ
- 製作・監督 - チャック・ジョーンズ
- 作画 - ケン・ハリス、ディック・トンプソン、ベン・ワーシャム、ドン・トウスリー
- 脚本 - チャック・ジョーンズ
- 背景 - フィリップ・デガード
- レイアウト - エニー・ノードリー
- 音楽 - ユージン・ポッダニー

## 作品内容
とある高層ビルの建築現場にて、いつものように追いかけっこを繰り広げるトムとジェリー。しかしトムは呆気なくジェリーによって地上へ振り落とされてしまい、おまけに落ちた先の地下ダイナマイト貯蔵庫まで爆破してしまう。
ところがこの爆発に巻き込まれたことが幸いしジェリーの待つ高所まで戻ることに成功。再び追いかけっこを再開させるトムだが、策略家のジェリーに幾度となく嵌められ散々な目に。
こうして振り出しに戻されたトムは、鉄骨と岩からなる「即席シーソー」で遥か上にいるジェリーに辿り着かんと試みる。シーソーの片側に乗り、もう一方に重りの大岩を乗せればジェリーの元まで跳び上がれるはずだ。しかし大岩を放り投げれば、シーソーが跳ね上がる前に転がってきて押し潰されるわ、ショックで折れた鉄骨に挟まれるわ、ありえない方向に跳ね飛ばされるわ…。
そんな報われない努力を繰り返すトムを哀れみつつ、ジェリーはホワイトボードに「THE END」と書き記し、物語を終わらせてやるのだった。
本作は、爆弾貯蔵庫に落下したトムが明かりのマッチを擦った場面でタイトルと製作スタッフが表示される。

## 登場キャラクター
トム
ビル建設現場でジェリーを追いかけているうちにジェリーに突き落とされ、地下の爆弾貯蔵庫まで落下。そこで灯り用に擦ったマッチが爆弾一式に着火して大爆発したため地上へ吹き飛ばされる。その後もあと一歩のところで（鉄骨を焼き切られ地上へ落とされる、画鋲でジェリーを刺すつもりが自身の尻を刺してしまうなど）ジェリーの策略に嵌り、鉄骨・重石の岩・横倒しの樽を用いた自作シーソーで高所にいるジェリーを捕まえるべく飛び上がろうとするも、シーソーが思い通りに動かず、ジェリーの元へ辿り着けないまま終わってしまう。
ジェリー
ビル建設現場で地上から這い上がろうとするトムの攻撃を巧みにかわす。最後はトムが自身の元へなかなか辿り着けず進展の余地がないと判断し、強制的に物語を終わらせてしまう。

## 日本でのテレビ放映
1980年頃、日本テレビ系「木曜スペシャル・おかしなおかしな トムとジェリー 大行進」の枠内で放映され、その後も再放送された。DVDにも収録。

## 備考
原題は、「トムとジェリー」シリーズと同様MGMによる映画「Bad Day at Black Rock（邦題:日本人の勲章）」に因む。